# Penelope Lively

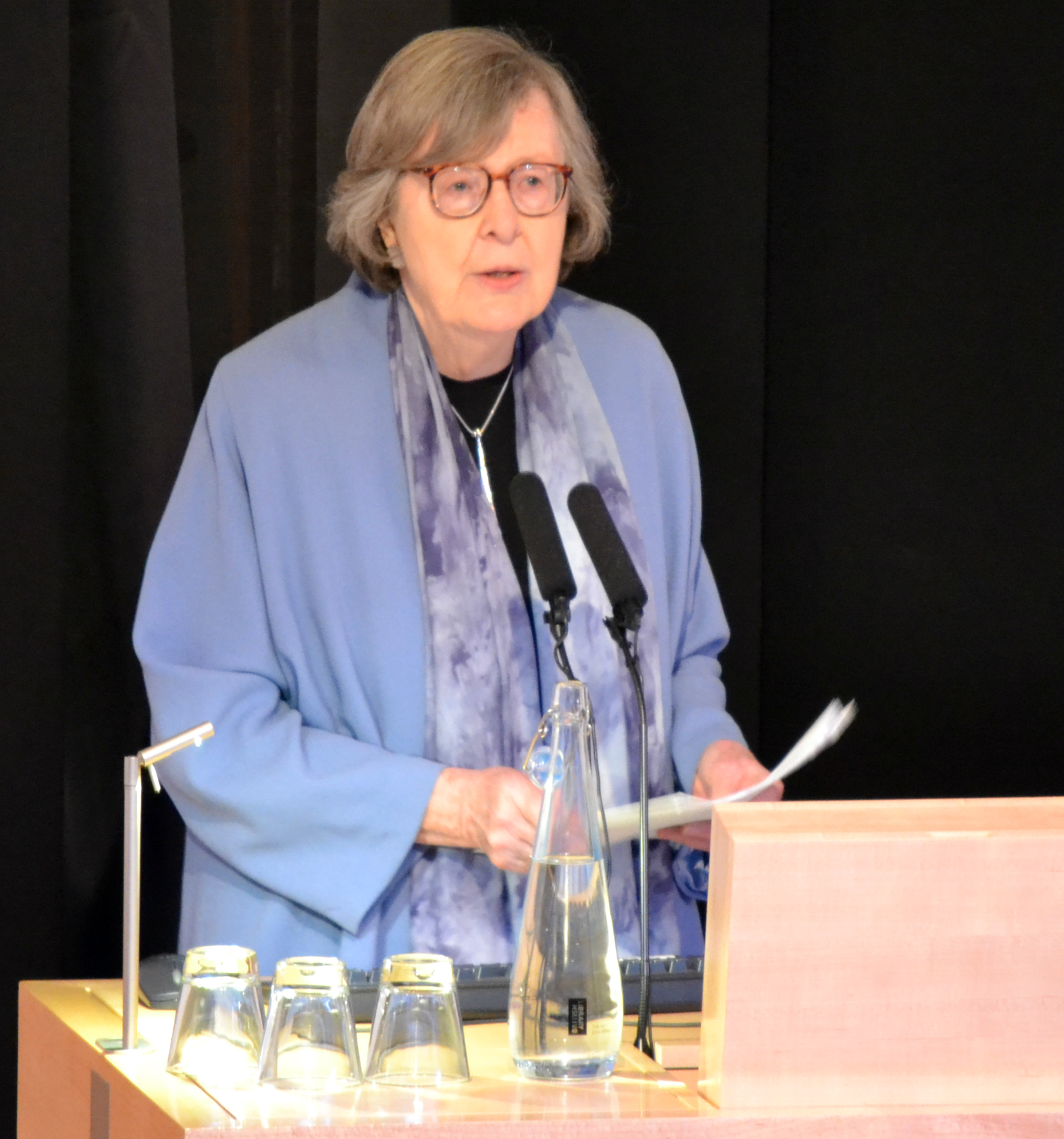
Penelope Lively (2013)

Dame Penelope Lively, DBE (geboren als Penelope Margaret Low 17. März 1933 in Kairo) ist eine britische Schriftstellerin. Sie schreibt seit 1970 Romane und Kinderbücher und erhielt 1987 für ihren Roman Moon Tiger den Booker Prize.

## Leben
Penelope Lows Eltern schieden sich früh, und sie wuchs während des Zweiten Weltkriegs in Ägypten bei ihrem Vater auf, wo sie Privatunterricht bekam, bis er sie 1946 in ein Internat nach England schickte. Sie studierte anschließend Geschichte am St. Anne’s College der University of Oxford. 1957 heiratete sie Jack Lively, einen späteren Politikprofessor an der Universität Warwick, mit dem sie zwei Kinder hat. Jack Lively starb 1998.
1970 veröffentlichte sie ihr erstes Kinderbuch, 1977 mit The Road to Lichfield ihren ersten Roman. Seitdem hat sie fast 30 Kinderbücher, 14 Romane, eine Reihe von Erzählungen sowie Autobiografisches veröffentlicht. Sie schrieb außerdem Texte für Film und Fernsehen und arbeitete als Radiomoderatorin.
Penelope Lively wurde 1989 Officer und 2001 Commander des Order of the British Empire, 2012 wurde sie im Rahmen der 2012 New Year Honours zur Dame Commander (DBE) ernannt. Sie ist Ehrendoktor der Universitäten Tufts (Massachusetts) und Warwick und lebt in London.

## Werke

### Themen
Penelope Livelys zentrales Thema in fast allen ihren Büchern ist der Umgang der zeitgenössischen Kultur und Gesellschaft mit der Geschichte, der Facettenreichtum und die Konsequenzen verschiedener historischer Betrachtungsweisen, so etwa in ihrem bedeutendsten Roman Moon Tiger, in dem sie eine Liebesgeschichte im Zweiten Weltkrieg aus verschiedenen Perspektiven erzählt.

### Romane
- 1977 The Road to Lichfield
  - Ein Schritt vom Wege, dt. von Sigrid Ruschmeier, München: dtv 1996, ISBN 3-423-20697-7.
- 1979 Treasures of Time
- 1980 Judgement Day
- 1982 Next to Nature, Art
- 1983 Perfect Happiness
- 1984 According to Mark
- 1987 Moon Tiger
  - Moon Tiger, dt. von Ulrike Budde, München: dtv 1994, ISBN 3-423-12860-7.
- 1989 Passing On
  - Der wilde Garten, dt. von Jörg Toebelmann, München: Luchterhand 1995, ISBN 3-630-86848-7.
- 1991 City of the Mind
  - London im Kopf, dt. von Isabella Nadolny, München: dtv 1995, ISBN 3-423-11981-0.
- 1993 Cleopatra's Sister
  - Kleopatras Schwester, dt. von Isabella Nadolny, München: dtv 1994, ISBN 3-423-11918-7.
- 1996 Heat Wave
  - Hinter dem Weizenfeld, dt. von Isabella Nadolny, München: dtv 1998, ISBN 3-423-12515-2.
- 1998 Spiderweb
  - Heckenrosen, dt. von Susanne Kundmüller-Bianchini, München: dtv 2000, ISBN 3-423-24192-6.
- 2003 The Photograph
  - Das Photo, dt. von Maria Andreas, München: Bertelsmann 2007, ISBN 978-3-570-00951-2.
- 2007 Consequences
  - Wechselspiele, dt. von Maria Andreas; München: Bertelsmann 2009, ISBN 978-3-570-01098-3.
- 2009 Family Album
  - Familienalbum, dt. von Maria Andreas; München: Bertelsmann 2012, ISBN 978-3-570-10067-7.
- 2011 How It All Began
  - Wenn eins zum anderen kommt, dt. von Maria Andreas; München: Bertelsmann 2015, ISBN 978-3-570-10157-5.

### Erzählungen
- 1978 Nothing Missing but the Samovar, and other stories
- 1984 Corruption, and other stories
- 1986 Pack of Cards, Stories 1978-86
  - dt. Teilausgabe: Die lange Nacht von Abu Simbel. dt. von Isabella Nadolny, München: DTV, 1998, ISBN 3-423-12568-3.
- 1997 The Five Thousand and One Nights
- 2005 Making it up

### Kinderbücher
- 1970 Astercote
- 1971 The Whispering Knights
- 1972 The Driftway
- 1973 The Ghost of Thomas Kempe
  - Verflixt noch mal, wer spukt denn da? Dt. von Irmela Brender, Boje, Erlangen 1984, ISBN 3-414-16860-X.
  - Neuausgabe: Der Geist des Apothekers. Hamburg: Zeit Bucerius Verlag, 2006, ISBN 3-938899-13-1.
- 1974 The House in Norham Gardens
- 1975 Going Back
- 1975 Boy Without a Name
- 1976 A Stitch in Time
  - Das Haus mit der Schaukel im Garten, dt. von Irmela Brender, Erlangen: Boje, 1985, ISBN 3-414-17330-1.
- 1976 The Stained Glass Window
- 1976 Fanny's Sister
  - in: Fanny und die Ungetüme. dt. von Anneliese Braun, Ravensburg: Lesen-und-Freizeit-Verlag, 1985, ISBN 3-88884-124-0.
- 1978 The Voyage of QV66
- 1978 Fanny and the Monsters
  - in: Fanny und die Ungetüme. dt. von Anneliese Braun, Ravensburg: Lesen-und-Freizeit-Verlag, 1985, ISBN 3-88884-124-0.
- 1980 Fanny and the Battle of Potter's Piece
- 1981 The Revenge of Samuel Stokes
  - Ein Spuk kommt selten allein, dt. von Irmela Brender, Erlangen: Boje, 1986, ISBN 3-414-84543-1.
- 1984 Uninvited Ghosts and other stories
- 1984 Dragon Trouble
- 1987 Debbie and the Little Devil
- 1987 A House Inside Out
- 1993 Princess by Mistake
- 1993 Judy and the Martian
- 1994 The Cat, the Crow and the Banyan Tree
- 1995 Good Night, Sleep Tight
- 1995 Two Bears and Joe
- 1995 Staying with Grandpa
- 1995 A Martian Comes to Stay
- 1996 Lost Dog
- 1998 One, Two, Three...Jump!
- 2004 The House in Norham Gardens

### Sachbücher
- 1976 The Presence of the Past: An introduction to landscape history
- 1994 Oleander, Jacaranda: a Childhood Perceived (Autobiografie)
- 2001 A House Unlocked (Autobiografie)
- 2013 Dancing Fish and Ammonites (Autobiografie)

## Preise und Nominierungen
- 1973 Carnegie Medal in Literature für The Ghost of Thomas Kempe
- 1976 Whitbread Book Award (Bestes Kinderbuch) für A Stitch in Time
- 1977 The Road to Lichfield nominiert für den Booker Prize
- 1978 Southern Arts Literature Prize für Nothing Missing but the Samovar, and other stories
- 1979 Arts Council National Book Award für Treasures of Time
- 1984 According to Mark nominiert für den Booker Prize
- 1987 Booker Prize und Nominierung für den Whitbread Book Award (Bester Roman) für Moon Tiger